# Divizija
 Ovo je glavno značenje pojma Divizija. Za druga značenja pogledajte Divizija (razdvojba).
Divizija je vojna postrojba koja u kopnenoj vojsci broji uglavnom između 10 i 20 tisuća vojnika. 
Niže vojne postrojbe unutar divizije su: brigada, pukovnija, bojna, satnija itd. 
Više divizija čini korpus ili armijsku skupinu, ovisno o različitim zemljama i povijesnim razdobljima. 
Divizija može biti motorizirana, oklopna i pješačka. Divizije također postoje i u ratnom zrakoplovstvu i ratnoj mornarici. 
Zapovjednik divizije obično nosi čin u rangu general-bojnika.

## Divizije u hrvatskim vojskama
Hrvatsko domobranstvo za vrijeme NDH, kao i austro-ugarska vojska prije njega, odnosno Kraljevsko hrvatsko domobranstvo, imali su divizije u svom sastavu. Hrvatske oružane snage također su bile podijeljene na divizije.
Suvremena Hrvatska vojska od utemeljenja 1990. u svom ustroju nije imala divizije, već je jedina instanca iznad brigada bilo zborno područje.

## Divizije u jugoslavenskim vojskama
Vojska Kraljevine Jugoslavije je u razdoblju 1918. – 1941. bila ustrojena na tridesetak divizija – pješačkih i konjičkih.
Titova NOVJ je od 1943. razvijala divizije kao više združene manevarske formacije, često im pridodajući u nazivu – udarne.
Jugoslavenska armija, od 1951. pod nazivom JNA je, sve do konca 1980-ih, također ustrojavana na divizijama, kako u snagama kopnene vojske, tako također i u ratnoj mornarici i ratnom zrakoplovstvu i prouzračnoj obrani. Takav model je uglavnom preslikan i na ustroj Teritorijalne obrane.